# آلدن شو
آلدن شو (انگلیسی: Alden Shoe) شرکت پوشاک آمریکایی است، که در سال ۱۸۸۴ تأسیس شد.